# Woodrow Wilson
Pour les articles homonymes, voir Thomas Wilson (homonymie) et Wilson.
« Président Wilson » redirige ici. Pour le film, voir Le Président Wilson.
Ne pas confondre avec le Premier ministre du Royaume-Uni Harold Wilson (1916-1995).
Thomas Woodrow Wilson, né à Staunton (Virginie) le 28 décembre 1856 et mort à Washington le 3 février 1924, est un homme d'État américain. Il est président des États-Unis du 4 mars 1913 au 4 mars 1921.
Membre du Parti démocrate, il est gouverneur du New Jersey de 1911 à 1913. Vainqueur de l'élection présidentielle de 1912 face à l'ancien président Theodore Roosevelt (Parti progressiste) et au président sortant William Howard Taft (Parti républicain), il est le premier sudiste à être élu président des États-Unis depuis 1848.
Sur le plan intérieur, bénéficiant d'une majorité au Congrès, il met en place son programme progressiste de New Freedom (« Nouvelle liberté ») et fait instaurer l'impôt fédéral sur le revenu. Il participe à l'instauration de la Réserve fédérale des États-Unis et promulgue le Federal Trade Commission Act ainsi que le Clayton Antitrust Act pour promouvoir la concurrence.
Lorsqu'éclate la Première Guerre mondiale, il prône la neutralité des États-Unis. Lors de la présidentielle de 1916, alors qu'il se targue d'avoir tenu la nation à l'écart des conflits en Europe et au Mexique, il remporte de justesse un second mandat. Mais l'année suivante, il fait entrer son pays en guerre, mettant ainsi fin à presque un siècle d'isolationnisme au profit d'une politique interventionniste toujours en cours un siècle plus tard.
À la fin de la guerre mondiale, il lance l’idée d’une instance de coopération internationale, la Société des Nations. Le prix Nobel de la paix lui est décerné mais les États-Unis n'intégreront jamais la SDN.
Alors qu'il entend briguer un troisième mandat, il est victime en 1919 d'un accident vasculaire cérébral qui le rend inapte à exercer ses fonctions, son épouse Edith exerçant dès lors une influence considérable. Les démocrates perdent les élections de mi-mandat de 1918 et le républicain Warren G. Harding lui succède à la présidence du pays.
L'héritage de Wilson fait l'objet de réévaluations radicales, en ce qui concerne son adhésion à des opinions et des politiques racistes aux États-Unis mêmes. Dans le classement des présidents américains, Woodrow Wilson bénéficie de sa politique économique et de son action pendant le conflit mondial mais pâtit de son soutien à la ségrégation raciale, qu'il a activement encouragée au niveau fédéral.

## Biographie

### Jeunesse et études
Thomas Woodrow Wilson naît le 28 décembre 1856 à Staunton, en Virginie. Sa mère était Jessie Janet Woodrow. Son père Joseph Ruggles Wilson, est pasteur de l'Église presbytérienne des États-Unis, et avait soutenu les États confédérés pendant la guerre de Sécession. Le jeune Woodrow reçoit une éducation fortement imprégnée de ces croyances ; il est aussi marqué par ses souvenirs de la guerre et les désastres qu’elle a entraînés.
Wilson suit des études secondaires au collège Davidson de la Caroline du Nord. Élève médiocre, il ne s'intéresse qu'aux matières ayant un lien avec le débat et la parole. À 19 ans, il entre à l'université de Princeton puis commence des études de droit à l'université de Virginie.
Il s'installe en tant qu'avocat mais au bout d'un an il reprend ses études et se tourne vers l'histoire et les sciences politiques. Il présente sa thèse de doctorat à 30 ans à l'université Johns Hopkins ; une analyse en faveur d'un plus grand pouvoir de l'exécutif au sein du gouvernement central qui devint un classique des études en sciences politiques. Influencé par des théoriciens britanniques comme Edmond Burke, Wilson est un libéral nostalgique de la pureté démocratique des premières années de la République. Il se destine à une carrière de professeur d'histoire mais rêve de s'engager en politique.
En 1902, il devient président de l'université de Princeton et se lance dans une vaste réforme du système d'enseignement. Wilson est alors une des personnalités marquantes des élites intellectuelles américaines, spécialiste du fonctionnement politique des États-Unis.

### Opinions sur les questions raciales
Selon l'historien Mark Benbow, les écrits de l'universitaire W. Wilson étaient ceux d'un apologiste des Redeemers qui après la guerre de Sécession ont œuvré à une « rédemption » du Sud et cherché à imposer une suprématie blanche. W. Wilson était également un promoteur d'une théorie négationniste appelée la Cause perdue des États confédérés d'Amérique (Lost Cause of the Confederacy) qui présentait la société blanche traditionnelle du Sud des États-Unis comme chevaleresque, mue par son sens de l'honneur, et occultait la place qu'y tenait l'esclavage des Afro-Américains.
W. Wilson rédige à l'Université Johns Hopkins un ouvrage de politique initulé Congressional Government: A Study in American Politics publié en 1885. Il y condamne fermement les politiques de l'ère de la reconstruction qui a suivi la guerre de Sécession. Wilson se réfère à cette période comme une époque caractérisée par le « despotisme du Congrès », où le système de contrepouvoir a été ignoré. Wilson a spécifiquement critiqué les efforts visant à protéger le droit de vote des Afro-Américains et les décisions des juges fédéraux prises à l'encontre des tribunaux d'État qui avaient refusé des jurés noirs. Selon Wilson, les dirigeants du Congrès auraient agi par idéalisme, affiché « un mépris flagrant de l'état enfantin du nègre et de l'ordre naturel de la vie », et mis ainsi en danger la démocratie américaine dans son ensemble
L'ouvrage de W. Wilson The History of the American People publié en 1901-1902, comporte des passages extrêmement controversés qui seront repris en 1915 dans un film intitulé Naissance d'une nation, connu pour présenter sous un jour favorable le Ku Klux Klan, organisation terroriste suprémaciste blanche ; ce film est par ailleurs projeté à la Maison blanche pendant la présidence de W. Wilson. L'historien Wilson écrit par exemple dans son livre de 1902 : « ….La politique des dirigeants du Congrès a provoqué […] un véritable renversement de la civilisation dans le Sud […] par leur détermination à mettre le Sud blanc sous le talon du Sud noir » (souligné dans le texte). Ou encore : « Les hommes blancs ont été réveillés par un simple instinct d'auto-préservation …. jusqu'à ce qu'enfin un grand Ku Klux Klan ait vu le jour, un véritable empire du Sud, pour protéger le pays du Sud ». Cependant, Wilson a eu des mots durs sur l'écart entre les objectifs initiaux du Ku Klux Klan et son évolution ultérieure.

### Vie privée
En 1883, Wilson tombe amoureux d’Ellen Louise Axson, fille d’un pasteur presbytérien de Savannah, en Géorgie. Il lui propose le mariage en septembre 1883 ; elle accepte, mais ils reportent le mariage jusqu'à la fin des études supérieures de Wilson. Leur premier enfant, Margaret, naît en avril 1886, et leur deuxième, Jessie, en août 1887 ; leur troisième et dernier enfant, Eleanor, en octobre 1889.
En 1913, Jessie épouse Francis Bowes Sayre Sr., qui sera plus tard gouverneur général des Philippines. En 1914, Eleanor épouse William Gibbs McAdoo, secrétaire au Trésor sous la présidence Wilson et plus tard sénateur de Californie.
La santé d'Ellen décline après l'élection de son mari à la présidence, et les médecins lui diagnostiquent la maladie de Bright en juillet 1914. Elle meurt le 6 août 1914. Wilson est profondément affecté par le décès de sa femme, au point de faire une dépression.
Le 18 mars 1915, il rencontre Edith Bolling Galt lors d’un thé à la Maison Blanche. Après plusieurs rencontres, il tombe amoureux d’elle et la demande en mariage en mai 1915. Edith Galt d’abord le repousse, mais Wilson ne se décourage pas et ils se fiancent en septembre 1915, puis se marient le 18 décembre 1915.
En octobre 1919, Wilson est victime d'un accident vasculaire cérébral débilitant. Edith Wilson devient, avec la complicité du docteur Cary T. Grayson, une intermédiaire entre le président et son cabinet, alors que Wilson reste handicapé et ne quitte pas sa chambre ; cela dure jusqu'à ce que le président commence à se rétablir partiellement.
La question de l'influence réelle d'Edith Wilson reste posée parmi les historiens malgré les tentatives de l'intéressée à minorer son rôle.

### Engagement politique
Le Parti démocrate, dont il est proche depuis les années 1890, le contacte en 1910 et le présente en tant que candidat au poste de gouverneur de l'État du New Jersey. Il doit sa victoire en particulier au soutien actif du « Colonel » House. Élu, il se lance, en à peine un an, dans une réforme des lois électorales, désignation des candidats par des élections primaires directes, afin d’empêcher les machinations politiques. Il se fait rapidement remarquer par les chefs du parti au niveau national et réussit à se faire désigner candidat du Parti démocrate à l'élection présidentielle en 1912. Son colistier est Thomas R. Marshall gouverneur de l'Indiana dont la notoriété reste désormais liée à cette remarque : « La seule chose dont ce pays a besoin, c'est d'un bon cigare à 5 cents. »
Sa campagne électorale est fondée sur l'élimination des conglomérats industriels, la création d'un impôt fédéral sur le revenu et des élections sénatoriales au suffrage universel. Il s'oppose ainsi à Theodore Roosevelt qui est partisan d'un pouvoir présidentiel fort, garant des libertés, alors qu'il défend la concurrence comme facteur d'équilibre.
L’élection présidentielle de 1912 est une vraie triangulaire entre le candidat du Parti démocrate, le président sortant et candidat du Parti républicain et enfin Theodore Roosevelt qui fonde son propre Parti progressiste quand il ne peut obtenir la nomination du Parti républicain. Woodrow Wilson est élu grâce à la division au sein du Parti républicain ; le total des votes de Taft et de Roosevelt est en effet supérieur à celui obtenu par Wilson.
| Candidat            | Parti        | Vote populaire | %    | Collège électoral |
| ------------------- | ------------ | -------------- | ---- | ----------------- |
| Woodrow Wilson      | Démocrate    | 6 293 152      | 41,9 | 435               |
| Theodore Roosevelt  | Progressiste | 4 119 207      | 27,4 | 88                |
| William Howard Taft | Républicain  | 3 486 333      | 23,2 | 8                 |

### Présidence

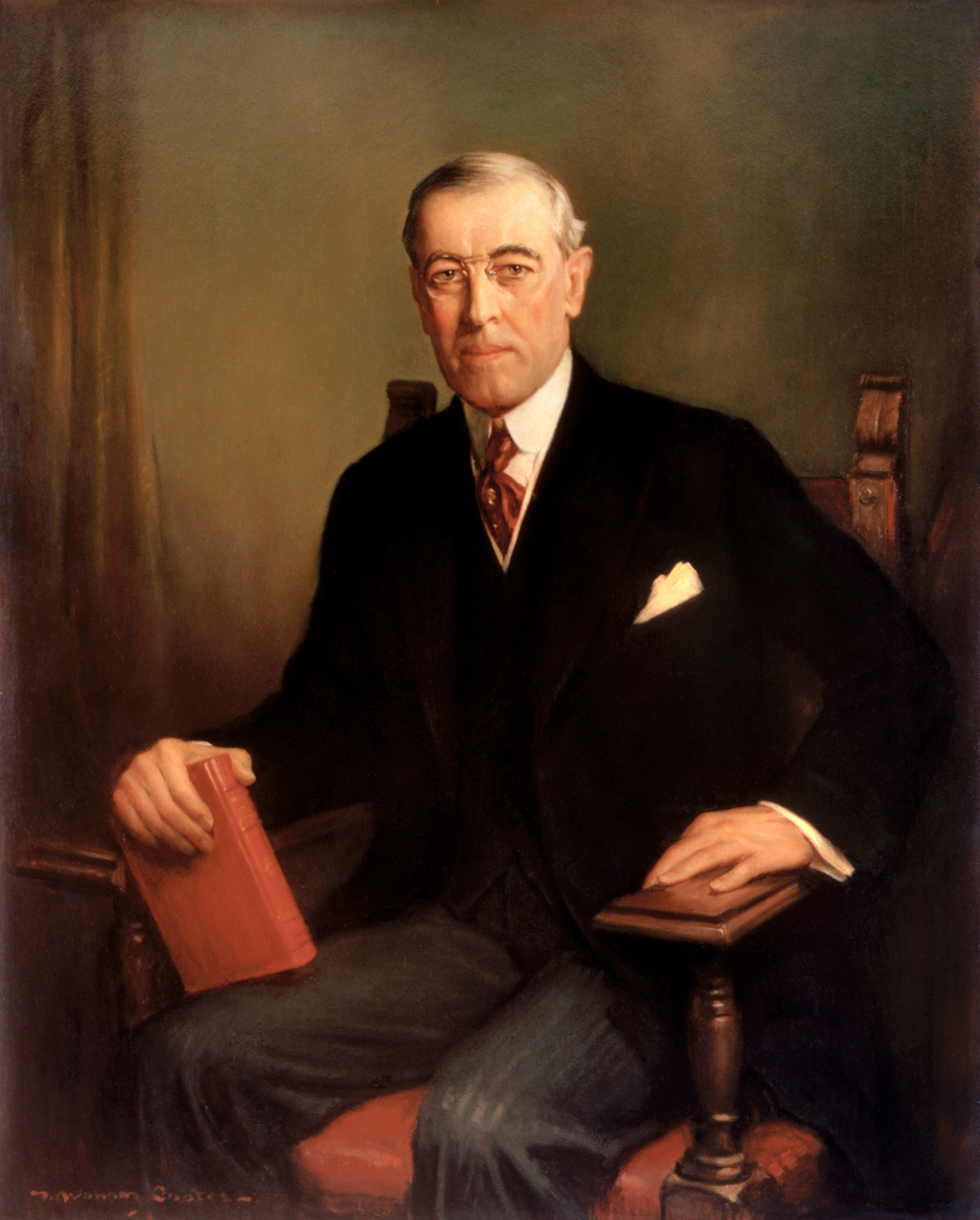
Thomas Woodrow Wilson.

Démocrate en politique, le style présidentiel de Woodrow Wilson est beaucoup plus exclusif. Parfois qualifié d'« autocrate éclairé », il consulte parmi son petit groupe de proches avant de trancher. Les témoignages le décrivent comme peu enclin à la moindre remise en cause de ses décisions.

#### 1913
4 mars : Investiture de Woodrow Wilson en tant que vingt-huitième président des États-Unis. Les deux orientations majeures de sa politique constituent le combat contre les trusts en faveur des classes les moins favorisées et la défense du principe de la liberté des mers et du commerce dont il fait le point principal de sa politique extérieure. Ses proches et lui-même ayant peu d'expérience des relations internationales, ils se consacrent en priorité aux questions de politique intérieure.
Le 8 avril, il fait un discours au Congrès pour obtenir la réforme des droits de douane. Il est le premier président depuis plus d’un siècle à s’être adressé en personne au Congrès. La loi réduisant fortement les droits de douane, augmentés par les gouvernements républicains précédents, sera signée le 3 octobre.
Le 31 mai est adopté le XVIIe amendement à la Constitution instituant l’élection des sénateurs au suffrage universel direct. Ils étaient auparavant élus par les assemblées législatives de chaque État.
Le 23 décembre, Wilson signe le décret de création de la Réserve fédérale qui fait suite aux réflexions engagées après la Panique bancaire américaine de 1907.
En politique étrangère, il signe, le 2 mai, l’acte de reconnaissance de la république de Chine proclamée en 1912 et, le 27 août, refuse de reconnaître le coup d’État au Mexique qui a porté le général Victoriano Huerta au pouvoir sans toutefois décider d’une intervention des États-Unis.

#### Première Guerre mondiale
21 avril 1914 : Wilson ordonne à la marine d'envahir le port de Vera Cruz, Mexique. Le prétexte est l’arrestation de quelques marins américains en goguette par les autorités mexicaines. L'Argentine, le Brésil et le Chili tentent une médiation qui se révèlera inutile après la démission forcée du président Huerta en juillet. Les troupes américaines se retireront du Mexique en novembre.
4 août : Les États-Unis déclarent leur neutralité dans le conflit entre l’Allemagne et la Belgique, la France, le Royaume-Uni. Le 15 août voit l'ouverture du canal de Panama.
Le 14 octobre, Wilson signe une loi majeure sur la réglementation des entreprises. Elle fait partie de son programme des « nouvelles libertés » et interdit les ententes entre entreprises, les participations au capital croisées dans un même secteur d’activité etc. Elle autorise les arrêts de travail, les grèves et le boycott par les ouvriers.
Le 7 mai 1915, Wilson et le gouvernement américain adressent une protestation à l'Allemagne à la suite du torpillage du RMS Lusitania, paquebot britannique, par un sous-marin allemand et au décès de 114 américains parmi les 1 198 victimes civiles. Le 29 juillet, Wilson ordonne l'intervention des troupes américaines à Haïti à la suite de l’assassinat du président et dictateur Vilbrun Guillaume Sam. Les Marines américains y commettront sûrement leurs pires exactions en réprimant une revolution. Les États Unis ont supprimé nombres de petites exploitations agricoles familiales au profit de grandes plantations
Le 28 janvier 1916, Wilson propose la nomination à la Cour suprême de Louis Brandeis, le premier juge appartenant à la minorité juive.
Le 15 mars, il ordonne l’intervention des troupes américaines au Mexique pour capturer Pancho Villa qui combat le gouvernement mexicain légitime. Les Américains ne quitteront le Mexique qu’au début de 1917 sans avoir réussi dans leur mission. En mai, Wilson ordonne l’intervention des troupes américaines en République dominicaine pour restaurer l’ordre public. L’occupation américaine durera jusqu’en 1924. Le 3 juin, le Congrès vote l’augmentation de l'armée américaine en réponse à la détérioration des relations avec l’Allemagne.
16 juin : Le Parti démocrate désigne Wilson en tant que candidat à un second mandat présidentiel. Bien que le naufrage du Lusitania ait entraîné une vive tension entre l'Allemagne et les États-Unis et mis à mal la neutralité de ces derniers, Wilson se range à l'avis de son conseiller personnel Edward Mandell House qui, considérant que la grande majorité des Américains sont nettement opposés à toute entrée en guerre, le pousse, lors de la campagne électorale de 1916 à utiliser le slogan : « Grâce à moi, l'Amérique est restée en dehors du conflit européen ».
Le 25 août, Wilson signe le décret créant le Service des parcs nationaux. Le 3 septembre, il signe la loi instituant la journée de 8 heures pour les cheminots.
Le 7 novembre, Wilson est élu pour un second mandat.
| Candidat          | Parti       | Vote populaire | %    | Collège électoral |
| ----------------- | ----------- | -------------- | ---- | ----------------- |
| Woodrow Wilson    | Démocrate   | 9 126 300      | 49,2 | 277               |
| Charles E. Hughes | Républicain | 8 546 789      | 46,1 | 254               |

#### Vers l'intervention
Le 3 février 1917, devant la violation des droits des neutres par l'Allemagne, Wilson rompt les relations diplomatiques avec celle-ci.
5 février : Le Congrès annule le veto du président Wilson opposé aux lois empêchant l’admission des immigrants illettrés et restreignant l’immigration en provenance des pays d’Asie.
4 mars : Investiture de Woodrow Wilson pour un second mandat présidentiel. Dans son discours il rappelle que les États-Unis sont neutres dans la guerre entre l’Allemagne et les autres puissances européennes mais indique que cette position sera probablement très difficile à tenir.

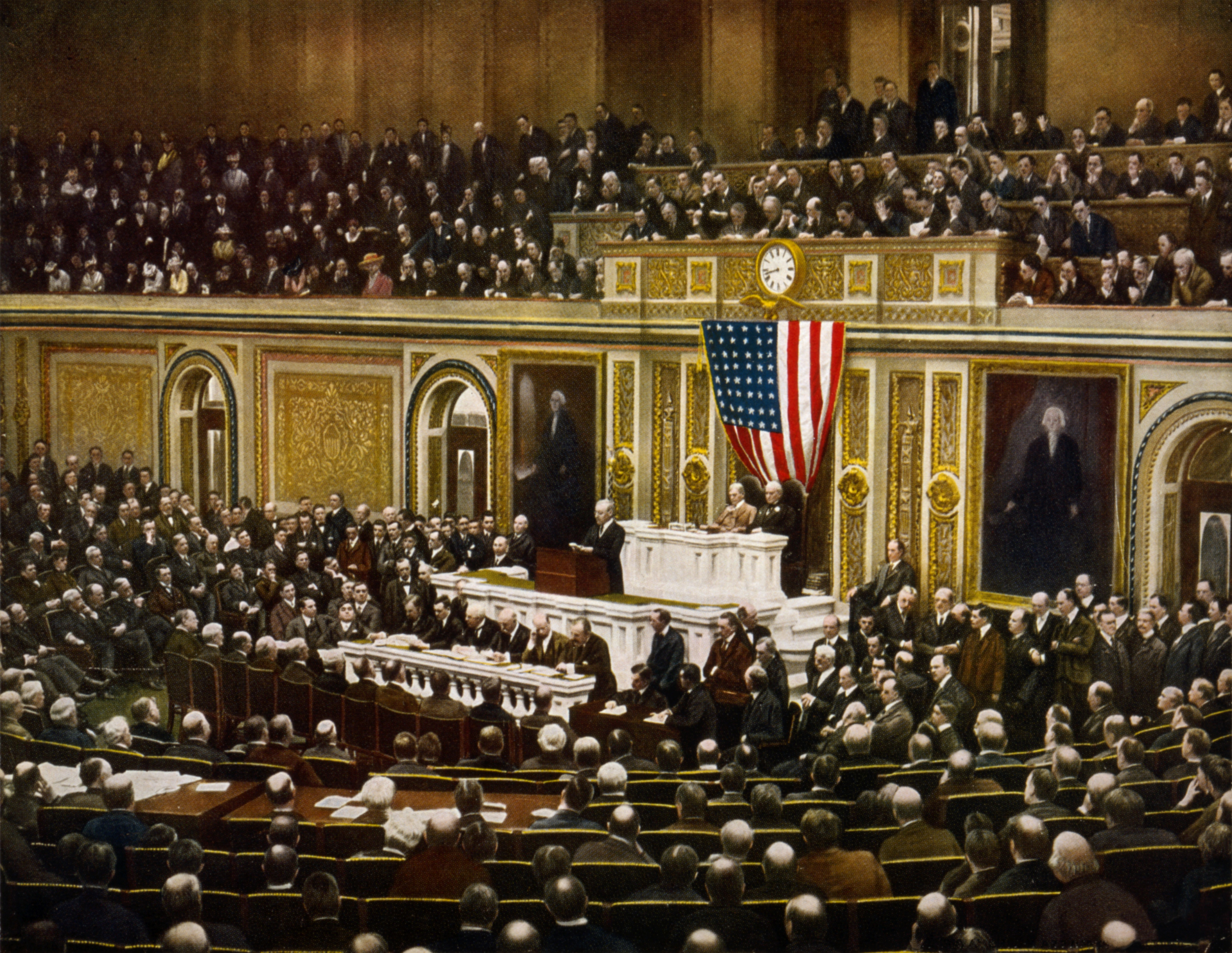
Le président Wilson demandant au Congrès de déclarer la guerre à l'Allemagne, le 2 avril 1917.

19 mars : torpillage par un sous-marin allemand du paquebot Vigilentia (après celui en 1915 du Lusitania contre lequel les États-Unis avaient vigoureusement protesté).
2 avril : Wilson fait un discours au Congrès pour demander une déclaration de guerre des États-Unis contre l’Allemagne. Elle sera adoptée par le Congrès et le président le 6 avril. Le pays s'engage dans la Première Guerre mondiale.
14 avril : Wilson signe un décret créant un bureau chargé de l’information, de la propagande et de la censure pour la durée de la guerre.
18 mai : Adoption de la loi instituant le service militaire obligatoire pour les jeunes hommes âgés de 21 à 30 ans. Les États-Unis n’avaient pas connu de conscription depuis la fin de la guerre de Sécession.
18 décembre : Proposition par le Congrès d'un amendement à la Constitution instituant la prohibition (fabrication, transport et vente) de l’alcool. Il deviendra le XVIIIe amendement en 1919.
Le 8 janvier 1918, Wilson prononce un discours au Congrès donnant la liste des 14 points nécessaires à l’obtention de la paix.
« La paix dans le monde pour l'établissement de la démocratie » réclame notamment la création d'une « League of Nations » (SDN). Les autres points serviront de base au traité de Versailles de 1919. La première partie du traité de Versailles crée la SDN.
11 novembre : après la signature de l'Armistice, le gouvernement allemand accepte d’ouvrir les négociations de paix à partir des « 14 points » développés par le président Wilson.
4 décembre : Wilson embarque pour la France afin d’assister à la conférence de la paix de Paris. C'est la première fois qu'un président américain en exercice se rend dans un pays étranger durant son mandat.

#### 1919
18 janvier : Wilson assiste à l’ouverture de la Conférence de paix de Paris.
14 février : Wilson présente la charte de la Société des Nations au cours de la Conférence de paix de Paris.

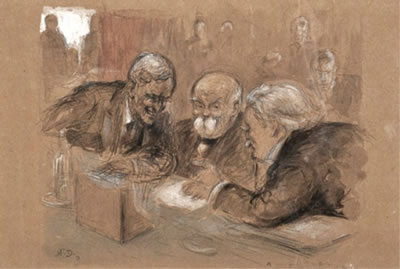
Une caricature de Woodrow Wilson avec Georges Clemenceau et David Lloyd George à la conférence de la paix de Paris (Noël Dorville, 1919).

Les 18 et 19 juin, Woodrow Wilson effectue une visite en Belgique.
28 juin : Wilson présente en personne le traité de Versailles à la ratification par le Congrès. Les Républicains y sont opposés ainsi qu'une partie significative des démocrates, conduite par Henry Cabot Lodge, qui souhaite la soumettre à d'importantes restrictions. Les raisons de cette opposition sont multiples : certaines sont économiques, d'autres politiques (il y a beaucoup de citoyens de souche allemande dans le Middle West ; or, le traité de Versailles est jugé trop sévère envers les vaincus auxquels le droit des peuples à disposer d'eux-mêmes est refusé).
4 septembre : alors que le Congrès n’a toujours pas ratifié le traité de Versailles, Wilson décide de parcourir les États-Unis pour prononcer des discours en faveur de sa ratification et pour promouvoir son idée de Société des Nations. La dégradation de sa santé l'empêchera de finir sa tournée. Épuisé, il a une attaque cérébrale après quoi il est paralysé et psychologiquement affaibli. Il intime, à partir de ce moment, que les démocrates votent la ratification sans concession, mais le Congrès vote finalement contre la ratification le 19 novembre. Une deuxième tentative, explorant la voie d'un accord bipartisan, échouera en mars 1920 en raison de l'intransigeance de Lodge et Wilson.
20 novembre : Wilson reçoit le prix Nobel de la paix pour son action pendant la Première Guerre mondiale alors que sa popularité est au plus bas.

#### 1920
5 mai : Wilson déclare l’illégalité du Parti communiste des États-Unis d'Amérique.
20 mai : Le Congrès, qui continue à refuser la ratification du traité de Versailles, vote la fin de l’état de guerre avec l’Allemagne. Wilson met son veto.
Novembre : Le républicain Warren Harding, qui se présente contre l'héritage de Wilson, est élu avec une large majorité par les électeurs américains.

#### Politique étrangère
Pour un article plus général, voir Idéalisme wilsonien.
Wilson a une vision idéaliste des relations entre les nations. Il pense que le modèle américain peut être exporté car les peuples ont envie de démocratie. Il fait ainsi pression sur le gouvernement britannique pour une issue pacifique durant les troubles consécutifs à l'insurrection de Pâques 1916 en Irlande. Toutefois, Woodrow Wilson n’hésite pas à ordonner des interventions armées en Amérique centrale et dans les Caraïbes pour faciliter le transfert. Il déclarait, en 1901 : « Plus aucune nation ne peut désormais vivre sur elle-même et l'Ouest devrait nécessairement dominer l'Est. L'Est doit être ouvert et transformé, qu'on le veuille ou non ; les standards de l'Ouest doivent lui être imposés. »

##### Amérique centrale et Caraïbes
À Haïti, il fait intervenir les Marines le 28 juillet 1915 à la suite de l'assassinat du président et dictateur Vilbrun Guillaume Sam. Sous la supervision des Marines, la législature d'Haïti élit le candidat de Wilson, Philippe Sudre Dartiguenave, qui signera un traité faisant de jure d'Haïti un protectorat américain.
Au Nicaragua, des troupes américaines seront stationnées dans le pays tout au long de l'administration Wilson, choisissant le président nicaraguayen et forçant le pays à la signature du Traité Bryan-Chamorro portant principalement sur la sécurité du canal de Panama.

##### Intervention en Europe
Le premier mandat de W. Wilson est marqué par son attitude vis-à-vis du conflit qui éclate en Europe, qui deviendra la Première Guerre mondiale. Tout en poursuivant une politique d'accroissement des forces militaires pour faire face à un éventuel engagement forcé, les États-Unis tentent de rester neutres et font des tentatives de paix car 15 % de la population américaine est née dans un des pays en guerre et une majorité a des attaches familiales dans ces mêmes pays.
Woodrow Wilson envoie une note à tous les belligérants le 18 décembre 1916. Il leur demande de préciser leurs buts de guerre et se présente comme intermédiaire entre les pays. Mais l'Allemagne, qui s'oppose à toute médiation américaine, refuse également de préciser ses buts de guerre et rejette la proposition le 26 décembre.
En 1917, soit trois ans après le début du conflit, les États-Unis interviennent massivement dans la guerre en Europe à la suite de la guerre sous-marine à outrance et du télégramme Zimmermann. La mobilisation de l'économie et de l'industrie est totale et les volontaires s'engagent pour rejoindre les conscrits dans l'armée. En janvier 1918, alors que la Première Guerre mondiale n'est pas terminée, le président Wilson adresse un message au congrès des États-Unis, qui doit garantir la paix. Ce discours des 14 points, prononcé au nom du « droit des peuples à disposer d'eux-mêmes », réclame notamment la création d'une « Société des Nations » (SdN). Les autres points servent de base au traité de Versailles de 1919. Wilson demande :
- la fin de la diplomatie secrète ;

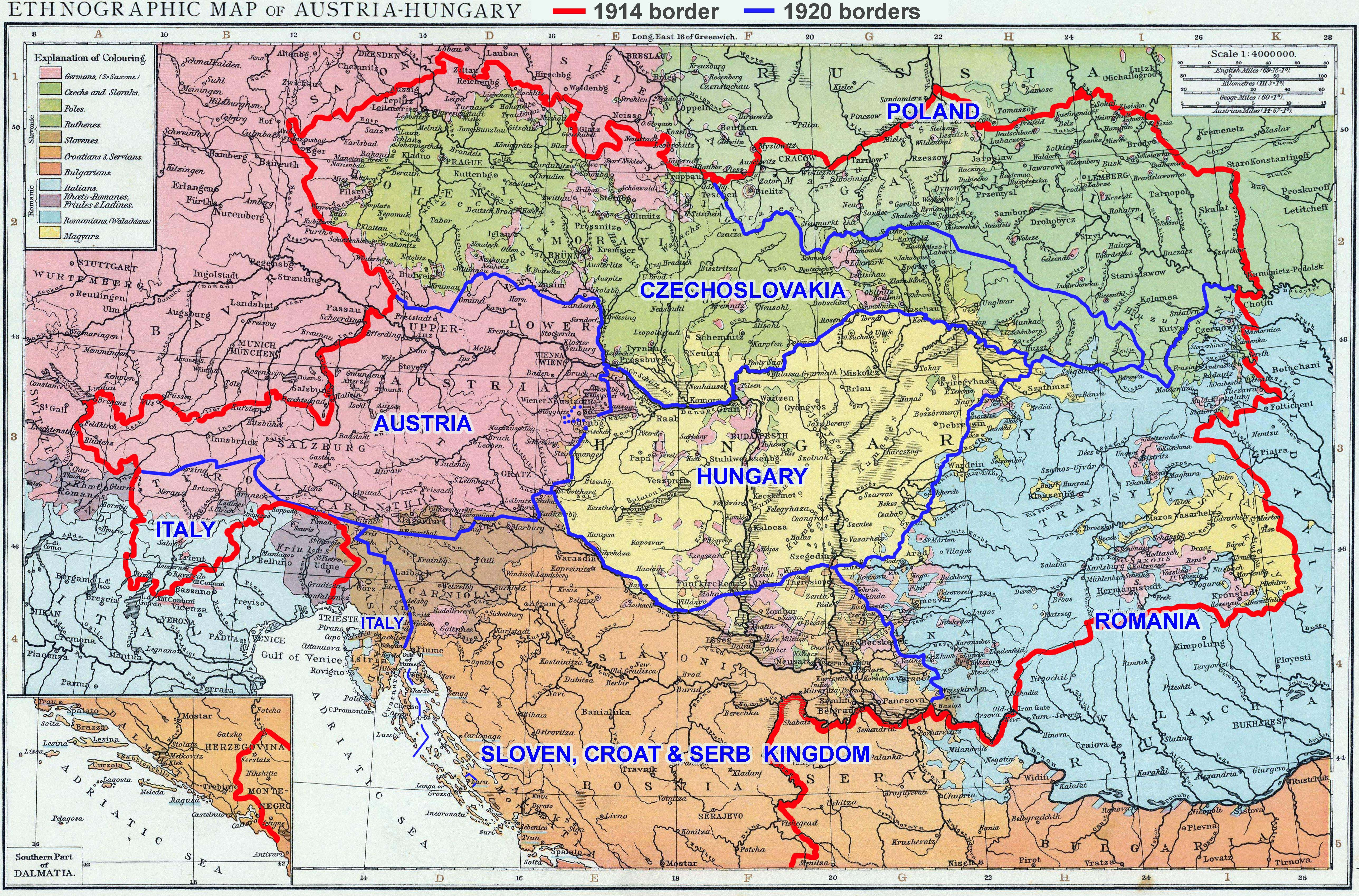
Les nouvelles frontières d'Europe centrale (en bleu) tracées en 1919 selon le 10-ème des « quatorze points de Wilson » à la place de l'ex-Autriche-Hongrie (en rouge).

- la liberté de navigation et de circulation ;
- la libéralisation du commerce ;
- la réduction des armements ;
- le règlement des rivalités coloniales ;
- l'évacuation de la Russie ;
- l'évacuation de la Belgique ;
- l'évacuation de la Roumanie, de la Serbie et du Monténégro ;
- la restitution de l'Alsace-Lorraine à la France ;
- la rectification des frontières italiennes ;
- l'autonomie des peuples non allemands d'Autriche-Hongrie ;
- l'autonomie des peuples non turcs de l'Empire ottoman ;
- la refondation d'une Pologne indépendante avec accès à la mer ;
- la création d'une association des nations.

Les principes wilsoniens peuvent être résumés en trois termes : autodétermination des peuples, liberté et paix. Le discours des 14 points est diffusé à travers l'Europe et les empires coloniaux, où il suscite des espoirs d'émancipation. En juin 1918, plus de deux millions de soldats américains sont engagés dans la guerre et la victoire est acquise. W. Wilson espère alors modifier radicalement l'ordre mondial, promouvoir les démocraties et la paix. Il participe aux négociations avec les trois autres puissances européennes victorieuses (le Royaume-Uni, la France et l'Italie) qui aboutissent au traité de Versailles. La ratification du traité se heurte à l'opposition du Sénat et Wilson se lance dans une campagne de discours dans les principales villes des États-Unis pour promouvoir le traité et sa « Ligue des nations » : sa santé en pâtit et une attaque le laisse à moitié paralysé. Il finira son mandat reclus dans la Maison-Blanche en faisant transmettre ses ordres par sa femme et une petite équipe de fidèles.

##### Intervention en Russie
Pour un article plus général, voir Intervention alliée pendant la guerre civile russe.
À la révolution de février 1917 la Russie devient une république socialiste dirigée par Alexandre Kerenski, mais en octobre 1917, un coup d'État bolchevik, la révolution d'Octobre, met au pouvoir Vladimir Ilitch Lénine dont le programme de gouvernement est de renverser l'ordre capitaliste, et, pour commencer, de faire la paix avec l'Allemagne qui l'avait d'ailleurs favorisé pour cela. Face à cette situation, les Alliés décidèrent d'intervenir en Russie sous prétexte de sauver les légions tchèques (soldats austro-hongrois prisonniers en Russie) et d'empêcher les Allemands ou les Bolcheviques de s'emparer de l'armement allié envoyé pour soutenir l'effort de guerre russe. Wilson envoya des forces armées à Vladivostok pour aider au retour des prisonniers tchèques et slovaques reculant vers l'est (face à l'avance de l'Armée rouge) le long de la voie du transsibérien. Les troupes américaines débarquèrent également à Arkhangelsk pour sécuriser les fournitures envoyées aux forces russes et finnoises combattant contre les Bolcheviks. Bien que n'ayant pas été envoyées pour affronter directement les Bolcheviks, les forces américaines eurent plusieurs engagements contre l'Armée rouge. En Europe, Wilson retira la majeure partie de ces forces en avril 1920 mais à Vladivostok, certaines restèrent aux côtés des Japonais jusqu'en 1922.

##### Opposition à la proposition d'égalité des races
Woodrow Wilson est connu pour avoir bloqué la Proposition d'égalité des races qui n'a pu être intégrée dans la Charte de la Société des Nations ; il a fallu attendre 1948 pour que ce le principe de l'égalité raciale soit inscrit dans la Charte de l'ONU.
Wilson a siégé en tant que président et chef de la délégation américaine à la conférence de la paix de Paris. Lorsque la délégation de l'empire du Japon a proposé d'inclure dans la Charte de la Société des Nations et le traité de Versailles une déclaration d'égalité raciale en 1919, Wilson a bloqué cette proposition. Le premier projet d'amendement sur l'égalité raciale présenté le 13 février 1919 était formulé en ces termes : «L'égalité des nations étant un principe fondamental de la Société des Nations, les Hautes Parties contractantes s'engagent à accorder dans les plus brefs délais à tous les ressortissants étrangers des États membres de la Société un traitement égal et juste à tous égards, sans distinction ni de droit ou de fait, en raison de leur race ou de leur nationalité».
Les délégations française, italienne et grecque ont exprimé leur soutien enthousiaste à cette proposition qui provoqua cependant les réticences de l'Australie, des États-Unis et du Canada ainsi que de la délégation britannique,. Après un débat houleux, sur un quorum de 17, l'amendement sur l'égalité raciale a obtenu 11 voix pour, aucun délégué de nation ne votant contre, mais il y a eu 6 abstentions, dont les 4 voix des délégations britannique et américaine. La proposition était impopulaire auprès de nombreux Américains blancs (en particulier ceux vivant sur la côte ouest), tandis que les Britanniques subissaient de fortes pressions diplomatiques de la part de l'Australie et de l'Afrique du Sud, qui maintenaient des politiques telles que la politique de l'Australie blanche.
Wilson a exercé son pouvoir de président et a décidé que la proposition nécessitait un vote à l'unanimité et devait donc être rejetée. Wilson a expliqué que cet amendement spécifique était si controversé et extrême qu'il devait avoir un soutien unanime pour être adopté.

#### Politique intérieure
Bien que membre du Parti démocrate et concurrent de Theodore Roosevelt, républicain progressiste, dans la course à la présidence, Wilson et lui ont un programme dont les objectifs, sinon les moyens, sont similaires. Sur bien des points il continue sa politique en luttant contre les grands conglomérats industriels et financiers, en renforçant le pouvoir du gouvernement fédéral et même en mettant en place un service chargé des parcs nationaux.
Wilson est aussi le créateur du système bancaire actuel. Il met en place la Réserve fédérale, autorité qui régule la quantité d'argent en circulation et le taux d'intérêt de base dans le pays et qui définit les conditions permettant aux banques de disposer de fonds permettant d'accorder des prêts.
Durant son mandat, la Constitution des États-Unis est amendée trois fois :
- le 8 avril 1913, le XVIIe amendement impose l'élection des sénateurs au suffrage universel direct, ce qui n'était pas le cas dans tous les États de l'Union ;
- en octobre 1919, le XVIIIe amendement institue la prohibition de la fabrication, de la distribution et de la vente d'alcool (une loi postérieure en interdira la consommation) ;
- en août 1920, le XIXe amendement élargit le droit de vote aux femmes.

#### Politique concernant les droits civiques, les minorités et l'immigration
Les mandats de Wilson sont marqués par les lois, auxquelles il s'opposera sans succès, limitant fortement l'immigration à partir des pays d'Asie et celle obligeant les immigrants à subir un test pour éliminer les illettrés. À cela s'ajoute un fort ressentiment anti-allemand après mai 1915, lorsqu'un sous-marin allemand coule un navire britannique, le Lusitania, dont une partie des passagers sont américains. Les libertés individuelles sont attaquées par le passage de lois interdisant la critique du gouvernement et les Américains d'origine germanique font souvent l'objet d'agressions de la part du reste de la population. La politique intérieure est aussi influencée par l'attitude des Américains d'origine allemande et irlandaise qui soutiennent leurs compatriotes opposés en Europe aux Britanniques. C'est dans ce climat que se déroulent les élections de 1916 où le Parti socialiste monte une campagne virulente contre l'engagement américain dans la guerre. Son audience est limitée sur le plan national mais il obtient plus de 20 % des voix dans certaines villes de la côte Est, dont New York.
En revanche, la mobilisation des hommes pour faire la guerre permet aux femmes de tenir un plus grand rôle dans l'économie et la politique. En août 1920, le XIXe amendement leur donne de droit de vote.

#### Ségrégationnisme

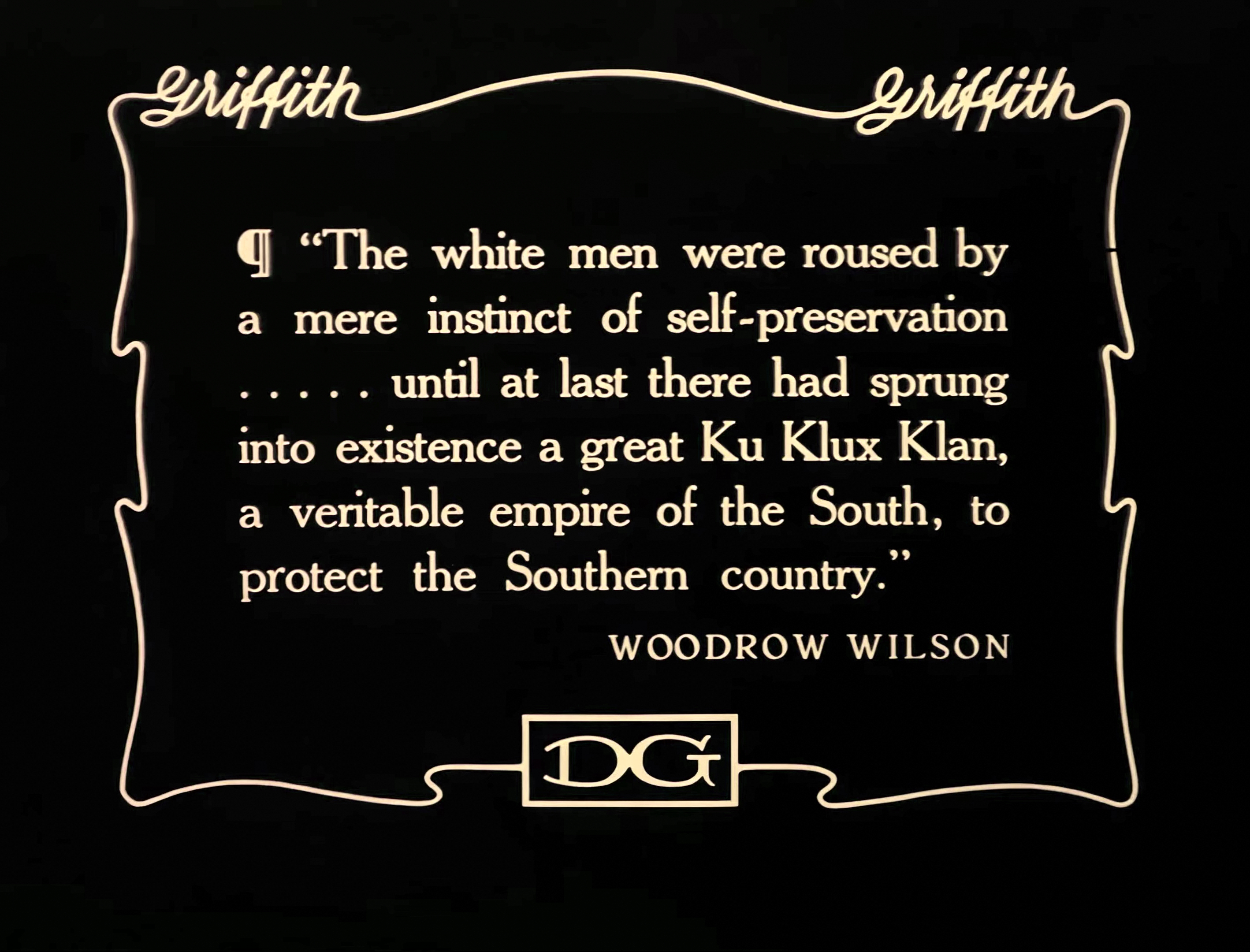
Citation de Wilson reprise dans le film Naissance d'une nation.

Woodrow Wilson, dont l'épouse affirmait faire partie de la lignée des descendants de la célèbre Pocahontas, est aussi le premier président à désigner à la Cour suprême des États-Unis (les juges sont nommés à vie), un juge appartenant à la minorité juive, Louis Brandeis.
Woodrow Wilson n'était pas antisémite ni méprisant envers les Amérindiens, mais les principes qu'il défendit en politique étrangère étaient, pendant ses mandats, piétinés dans la plupart des États-Unis d'Amérique, dont les citoyens dits « de couleur », subissaient la ségrégation raciale, y compris dans l'armée et la fonction publique, ce qu'il approuve,,. Ainsi, malgré les nécessités du service militaire national, les 400 000 soldats noirs ont été affectés dans des régiments particulièrement exposés en première ligne ou relégués à des tâches logistiques considérées alors subalternes. Dans la marine, par exemple, les Noirs sont aux cuisines.

Wilson partageait en effet avec la plupart de ses contemporains blancs un racisme général envers les Afro-Américains : il instaure une ségrégation totale à Washington même, où les employés noirs de l'administration fédérale sont pour la plupart renvoyés, et lorsque W. E. B. Du Bois dénonce dans le journal NAACP la ségrégation que subissent les noirs dans le Sud des États-Unis, Wilson répond : 

« La ségrégation n'est pas une humiliation, mais un avantage, et devrait être considérée comme tel par vous, messieurs. »

 Parlant de l'Histoire du peuple américain, il déclare : 

« Les hommes blancs ont développé un simple instinct d'auto-préservation… jusqu'à ce qu'enfin ils fassent naître un grand Ku Klux Klan, un véritable empire du Sud pour protéger le Sud du pays. »

#### Renforcement de la présidence
Wilson transforme fondamentalement le rapport de force entre les pouvoirs législatif et exécutif en donnant la prééminence à ce dernier. Le président devient un acteur majeur de la politique américaine et en devient responsable.

### Retraite
Wilson abandonne le pouvoir en 1921. Il se retire dans sa maison de Washington, handicapé par sa paralysie et un début de cécité. Il continue malgré tout à soutenir son idée de « Ligue des nations » en publiant un livre et des articles.
Il meurt le 3 février 1924 et sera inhumé dans la cathédrale nationale de Washington. Il est le seul président américain inhumé à Washington.

## Filmographie
- 1918 : 
  - The Prussian Cur de Raoul Walsh, avec Ralph Faulkner.
  - On the Jump de Raoul Walsh avec Ralph Faulkner.
- 1944 : Le Président Wilson de Henry King, avec Alexander Knox.
- 1952 : The Story of Will Rogers de Michael Curtiz, avec Earl Lee.
- 1964 : Profiles in Courage de Lamont Johnson, avec Whit Bissell.
- 1969 : Ah Dieu ! que la guerre est jolie de Richard Attenborough, avec Frank Forsyth.
- 1979 : Backstairs at the White House de Ed bienvenus Productions, avec Robert Vaughn.
- 1992 : A Dangerous Man: Lawrence After Arabia de Christopher Menaul, avec Robert Arden.
- 1992 : Les Aventures du jeune Indiana Jones de George Lucas, avec Josef Sommer.
- 2018 : Timeless de Eric Kripke et Shawn Ryan, avec Bryan Scott Johnson.
- 2021 : The King's Man : Première Mission de Matthew Vaughn, avec Ian Kelly.

## Autres réalisations
Woodrow Wilson et le Congrès instituent à partir de 1914 la célébration de la fête des Mères le deuxième dimanche de mai.

## Publications

### Livres
- (en) Congressional Government, Mifflin Company, 1884
  - Traduction française : Le Gouvernement congressionnel, étude sur la politique américaine, V. Giard et E. Brière, 1900.
- (en) The State, 1889
  - Traduction française : L'État : éléments d'histoire & de pratique politique, V. Giard et E. Brière, 1902
- (en) A History of the American People, Harper and Bros, 1902
  - Traduction française : Histoire du peuple américain, Bossard, 1918-1919
- La nouvelle liberté : appel à l'émancipation des qualités généreuses et des énergies d'un peuple, Éditions du Temps présent, 1913

### Articles
- (en) « The Study of administration », Political Science Quaterly, no II,‎ juin 1887
- (en) « Democracy and Efficiency », Atlantic Monthly, no XXXVIIIXC,‎ mars 1901
- (en) « The Ideals of America », Atlantic Monthly, no XC,‎ décembre 1902
- (en) « Hide and Seek Politics », North American Review, no CXCI,‎ mai 1910

## Hommages

### Distinctions
Il est fait docteur honoris causa de l'université Jagellonne de Cracovie en 1918.
La même année, il reçoit un doctorat honoris causa de la faculté de droit de l'université de Genève.
Le prix Nobel de la paix lui est décerné en 1919.
Il est fait docteur honoris causa de l'université libre de Bruxelles la même année.

### Toponymes
En France :
- l'avenue du Président-Wilson à Paris ;
- l'avenue du Président-Wilson à La Plaine-Saint-Denis ;
- l'Avenue du Président-Wilson à Montreuil ;
- l'avenue du Président Wilson à Calais ;
- la rue du Président Wilson à Dunkerque[38] ;
- la rue du Président Wilson, à Le Pecq ;
- le quai Président-Wilson à Nantes ;
- la place Wilson à Toulouse ;
- la place Wilson à Dijon ;
- le Pont Wilson à Tours ;
- le Pont Wilson à Lyon ;
- la rue du Président-Wilson à Levallois-Perret ;
- le boulevard du président Wilson à Bordeaux ;
- l'avenue Président Wilson à Ornans ;
- l'avenue du Président Wilson à Blois ;
- le boulevard du président-Wilson à Reims ;
- le boulevard du Président Wilson à Dole ;
- le boulevard du Président-Wilson à Strasbourg ;
- le boulevard du président Wilson à Dinard ;
- le boulevard du Président Wilson à Saint-Nazaire sur le front de mer ;
- le boulevard Président Wilson à Aix-les-Bains ;
- la place Wilson à Brest ;
- la promenade Wilson aux Sables-d'Olonne (promenade Joffre jusqu'en décembre 2018) ;
- la rue Président Wilson à Saint-Étienne ;
- la rue Wilson à Metz ;
- boulevard President Wilson à Antibes Juan-les-pins.

En Pologne :
- la place Thomas-Woodrow-Wilson à Varsovie.

En Suisse :
- le palais Wilson est un ancien hôtel situé à Genève qui abrite le siège du Haut-Commissariat des Nations unies aux droits de l'homme ;
- le quai Wilson est un quai de Genève sur la rive droite du lac Léman.
- Un hôtel à Genève porte le nom « Hôtel Président Wilson (en) ».
- Le Président Wilson est un bateau à rame de la section de Lutry de la Société internationale de sauvetage du Léman (SISL), construit en 1918[39].